# إدوارد هوبير باتلر جونيور
إدوارد هوبير باتلر جونيور (بالإنجليزية: Edward Hubert Butler, Jr.)‏ هو محرر وصحفي أمريكي، ولد في 19 يونيو 1883، وتوفي في 19 فبراير 1956.